# Poziția generală
În geometria algebrică și geometria algoritmică⁠(d) poziția generală este o proprietate generică⁠(d) a unei mulțimi de puncte sau alte obiecte geometrice. Este cazul general, spre deosebire de unele cazuri particulare sau care coincid. Sensul său precis diferă în diferite situații.
De exemplu, în general două drepte din plan se intersectează într-un singur punct (nu sunt paralele sau concurente). Se mai spune că „două drepte oarecare se intersectează într-un punct”, care este considerat punct generic. Similar, trei puncte generice din plan nu sunt coliniare. Dacă trei puncte sunt coliniare (și, cu o condiție mai tare: dacă două coincid), acesta este un caz degenerat.
Această noțiune este importantă în matematică și aplicațiile ei, deoarece atunci când se enunță teoreme generale sau dau declarații precise ale acestora și când se scriu programe de calculator cazurile degenerate pot necesita un tratament excepțional.

## Poziția generală liniară
O mulțime de puncte din spațiul afin d-dimensional (spațiul euclidian d-dimensional este un exemplu comun) este în poziție generală liniară (sau doar în poziție generală) dacă pentru niciun k mulțimea nu se află într-un plan (k−2)-dimensional pentru k = 2, 3, ..., d + 1. Aceste condiții sunt oarecum redundante deoarece dacă condiția este valabilă pentru o anumită valoare k0, atunci trebuie să fie valabilă și pentru toate k cu 2 ≤ k ≤ k0. Astfel, pentru ca o mulțime care conține cel puțin d + 1 puncte în spațiul afin d-dimensional să fie în poziție generală este suficient ca niciun hiperplan sa nu conțină mai mult de d puncte — adică punctele să nu satisfacă relații mai liniare decât este nevoie.
Un set de cel mult d + 1 puncte în poziție generală liniară se spune că este afin independent (acesta este analogul afin al independenței liniare⁠(d) a vectorilor, sau mai precis de rang maxim), iar d + 1 puncte în poziție generală liniară în spațiul afin d sunt o bază afină.
Similar, n vectori dintr-un spațiu vectorial n-dimensional sunt liniar independenți dacă și numai dacă punctele pe care le definesc în spațiul proiectiv⁠(d) (de dimensiunea n − 1) sunt în poziție generală liniară.
Dacă setul de puncte nu se află în poziție generală liniară, se numește caz degenerat sau configurație degenerată, ceea ce implică faptul că ele satisfac o relație liniară care nu este întotdeauna necesară.
O aplicație fundamentală este aceea că, în plan, cinci puncte determină o conică⁠(d) atâta timp cât punctele sunt în poziție generală liniară (nu există trei coliniare).

## Generalizări
Această definiție poate fi generalizată în continuare: se poate vorbi de puncte în poziție generală în raport cu o clasă fixă de relații algebrice (de exemplu conicele). În geometria algebrică acest tip de condiție este frecvent întâlnit, prin aceea că punctele ar trebui să impună condiții „independente” pe curbele care trec prin ele.
De exemplu, cinci puncte determină o conică, dar, în general, șase puncte nu se află pe o conică, deci, ca să fie în poziție generală în raport cu conicele trebuie ca șase puncte să nu se afle pe o conică.
Condiția de bază pentru poziția generală este ca punctele să nu se încadreze în subvarietăți de grad mai mic decât este necesar. În plan două puncte nu trebuie să coincidă, trei puncte nu ar trebui să fie pe o dreaptă, șase puncte să nu fie pe o conică, zece puncte să nu fie pe o cubică etc.
Acest lucru nu este însă suficient întotdeauna. În timp ce nouă puncte determină o cubică, există configurații de nouă puncte care sunt cazuri particulare în ceea ce privește cubicele, și anume intersecția a două cubice. Intersecția a două cubice, care după teorema lui Bézout este definită de {\displaystyle 3\times 3=9} puncte, este un caz particular deoarece nouă puncte în poziție generală sunt conținute într-o singură cubică, în timp ce dacă sunt conținute în două cubice, ele sunt de fapt conținute într-un fascicul (sistem liniar⁠(d) de cubice, cu 1 parametru), ale cărui ecuații sunt combinațiile liniare proiective ale ecuațiilor celor două cubice. Astfel de seturi de puncte impun cubicelor ce le conțin o condiție mai puțin decât se aștepta, în consecință satisfac o constrângere suplimentară, și anume teorema Cayley–Bacharach⁠(d), conform căreia orice cubică care conține opt dintre puncte conține în mod necesar pe al nouălea. Declarații similare sunt valabile pentru grade superioare.

## Geometrii diferite
Geometriile diferite admit noțiuni diferite de constrângeri geometrice. De exemplu, un cerc este un concept care are sens în geometria euclidiană, dar nu și în geometria liniară afină sau geometria proiectivă, unde, datorită lipsei metricii, cercurile nu pot fi deosebite de elipse. Similar, o parabolă este un concept în geometria afină, dar nu în geometria proiectivă, unde o parabolă este doar o conică. Geometria care este folosită în mod covârșitor în geometria algebrică este geometria proiectivă, geometria afină având o utilizare semnificativă, dar mult mai puțin utilizată.
Astfel, în geometria euclidiană trei puncte necoliniare determină un cerc (cercul circumscris triunghiului cu vârfurile în cele trei puncte), dar patru puncte în general nu o fac (o fac doar pentru patrulaterele înscriptibile), deci noțiunea de „poziție generală față de cercuri”, și anume „patru puncte nu se află pe un cerc” are sens. Prin contrast, în geometria proiectivă cercurile nu sunt distincte de conice, iar cinci puncte determină o conică, deci nu există noțiune proiectivă de „poziție generală față de cercuri”.

## Abstract: spații de configurație
În termeni foarte abstracți, poziția generală este o discuție despre proprietățile generice ale unui spațiu de configurație⁠(d). În acest context se înțeleg proprietățile care țin de punctul generic al unui spațiu de configurație, sau, echivalent, pe o mulțime Zariski deschisă.
Această noțiune coincide cu noțiunea de teoretică a măsurii generice, adică aproape peste tot⁠(d) pe spațiul de configurare, sau, echivalent, că punctele alese la întâmplare vor fi aproape sigur (cu probabilitatea 1) în poziție generală.